# Suwak arabski
Suwak arabski (Meriones arimalius) – gatunek ssaka z podrodziny myszoskoczków (Gerbillinae) w obrębie rodziny myszowatych (Muridae), występujący na Bliskim Wschodzie.

## Zasięg występowania
Suwak arabski występuje w środkowej i południowo-wschodniej Arabii (Arabia Saudyjska, Zjednoczone Emiraty Arabskie i Oman); zasięg słabo poznany.

## Taksonomia
Gatunek po raz pierwszy zgodnie z zasadami nazewnictwa binominalnego opisali w 1924 roku brytyjscy zoolodzy Robert Ernest Cheesman oraz Martin Alister Campbell Hinton nadając mu nazwę Meriones arimalius. Holotyp pochodził z Dżabal Agoula, koło osady Yabrin, w Arabii Saudyjskiej. 
Chociaż przez niektórych autorów M. arimalius był synonimizowany z M. libycus, został ponownie uznany za gatunek na podstawie analiz morfologicznych. Brak jest danych genetycznych, a w oczekiwaniu na dodatkowe rewizje rodzaju, M. arimalius jest traktowany jako ważny gatunek. Autorzy Illustrated Checklist of the Mammals of the World uznają ten takson za gatunek monotypowy.

### Etymologia
Meriones: gr. μηρος mēros „biodro, udo”.

## Morfologia
Długość ciała (bez ogona) 132 mm, długość ogona 163 mm, długość ucha 18 mm, długość tylnej stopy 37 mm (wymiary tylko dla jednego osobnika); brak danych dotyczących masy ciała. 

## Ekologia
Suwak arabski zamieszkuje pustynię piaszczystą, jest znany ze sporadycznych doniesień i słabo poznany. Gryzoń ten prowadzi naziemny tryb życia, ocenia się, że kolejne pokolenie rodzi się co rok–dwa lata.

## Liczebność i ochrona
Liczebność tego gatunku ani trend jej zmian nie są znane, ale ocenia się, że zamieszkuje on rozległy obszar. Ze względu na surowe warunki panujące w jego naturalnym  środowisku, prawdopodobnie nie ma znaczących zagrożeń dla tego gatunku. Obecnie jest klasyfikowany jako gatunek najmniejszej troski. Gatunek wymaga dalszych badań w celu określenia zasięgu występowania, liczebności, wymagań środowiskowych i zagrożeń.